# Édouard le Despenser (1er baron le Despenser)
Pour les articles homonymes, voir Édouard le Despenser.
Édouard le Despenser (24 mars 1336 - 11 novembre 1375), 1er baron le Despenser, est le fils d'Édouard le Despenser et d'Anne Ferrers de Groby. Il est le frère aîné de l'évêque de Norwich Henri le Despenser.

## Famille et origines
Édouard est le fils aîné d'Édouard le Despenser et d'Anne Ferrers, fille de William Ferrers (1er baron Ferrers de Groby). Parmi ses frères cadets, le jeune Édouard compte Henri le Despenser, plus tard évêque de Norwich. Leur père est le fils cadet de Hugues le Despenser, le favori d'Édouard II sauvagement exécuté par ses adversaires en 1326. Alors que les jeunes Édouard et Henri sont encore mineurs, leur père est tué en 1342 à Morlaix au cours de la guerre de Succession de Bretagne. Le jeune Édouard hérite de ses vastes possessions, dont la plupart se situe dans les Midlands. Pendant sa minorité, les biens d'Édouard sont gérés par ses proches ainsi que les fonctionnaires royaux.
Vers 1346, Édouard est fiancé à Elizabeth Burghersh (en), seule fille et héritière de Bartholomew de Burghersh (2e baron Burghersh) (en). Elizabeth Burghersh est également la petite-fille du puissant magnat Bartholomew de Burghersh l'Ancien (en), chambellan du roi Édouard III. Le mariage entre Édouard le Despenser et Elizabeth a lieu avant le 2 août 1354. En 1349, Édouard hérite des biens — mais pas du titre — de son oncle Hugues le Despenser, mort sans héritiers. Après qu'Elizabeth Montague, veuve d'Hugues le Despenser, a reçu son douaire le 8 février 1350, Bartholomew de Burghersh l'Ancien prend en charge la gestion des biens revenant à Édouard le Despenser pour seulement 1 000 livres par an. À la mort de Bartholomew l'Ancien en 1355, cette gestion échoit à Anne Ferrers, mère d'Édouard. Édouard peut enfin entrer pleinement en son héritage à sa majorité en mars 1357. À la mort d'Elizabeth Montague en 1359, il hérite son douaire. Enfin, lorsque meurt son beau-père Bartholomew de Burghersh en 1369, Édouard hérite ses domaines dans le Suffolk et ainsi que ceux dans les Marches galloises.

## Carrière militaire
La carrière militaire de Despenser débute dès 1355, pendant la guerre de Cent Ans. Il combat aux côtés d'Édouard de Woodstock en France et est présent à son éclatante victoire à Poitiers le 19 septembre 1356. Édouard le Despenser reste en Gascogne jusqu'en mars 1357, date à laquelle il appareille pour Londres avec le Prince Noir. En récompense de ses services, il est créé baron en décembre 1357. Despenser accompagne le roi Édouard III lors de sa dernière chevauchée en 1359-1360. Il est fait chevalier de l'ordre de la Jarretière en 1361.
Le 13 novembre 1362, Despenser est à Londres lorsque Lionel d'Anvers, le troisième fils du roi, est élevé au rang de duc de Clarence, et il fait par la suite partie de l'entourage du jeune duc. En mai 1368, il accompagne le duc de Clarence à Milan lorsque celui-ci vient y épouser Violante Visconti, la fille de Galéas II Visconti. Le duc meurt subitement dès le 17 octobre 1368 et Despenser restera convaincu que son ami a été empoisonné. Par vengeance, il entre au service du pape Urbain V dans la lutte contre les Visconti. Le 10 mars 1370, dans une lettre adressée à Jean de Gand, autre fils d'Édouard III, Urbain V salue la bravoure de Despenser dans ses combats en Italie. Despenser reste en Italie jusqu'à son retour en Angleterre à l'été 1372, à la demande de Jean de Gand.
Despenser sert comme connétable dans l'armée de Jean de Gand lorsque celui-ci mène sa chevauchée dévastatrice en France en 1373. Au printemps 1375, Despenser participe à la campagne anglaise en Bretagne menée par Edmond de Langley et Edmond Mortimer. Il est notamment présent à l'attaque contre Quimperlé. Les hostilités cessent à la suite de la signature de la trêve de Bruges et Despenser retourne en Angleterre. Il part immédiatement visiter ses domaines au pays de Galles. En septembre 1375, il se trouve à Cardiff. trente-neuf ans. Une statue connue sous le nom de « chevalier agenouillé » est érigée son honneur dans la chapelle de la Sainte Trinité à l'abbaye de Tewkesbury, où il repose.

## Descendance
Édouard a épousé Elizabeth de Burghersh (en), la fille de Bartholomew de Burghersh (en). Ils ont plusieurs enfants :
- Margaret le Despenser (décédée le 3 novembre 1415), épouse Robert de Ferrers (4e baron Ferrers de Chartley) (en) ;
- Élisabeth le Despenser (en) (décédée le 10/11 avril 1408), épouse
(1) John FitzAlan (2e baron Arundel) (en)
(2) William la Zouche, 3e baron Zouche ;
- Thomas le Despenser (1er comte de Gloucester) (22 septembre 1373 - 13 janvier 1400), épouse Constance d'York ;
- Hugues le Despenser ;
- Cécile le Despenser ;
- Anne le Despenser (décédée le 30 octobre 1426), épouse
(1) Hugh de Hastings
(2) Thomas de Morley (4e baron Morley) (en).

## Postérité
Despenser est reconnu en son temps comme un grand héros de guerre. Sa bravoure en Italie a été immortalisée dans une fresque d'Andrea da Firenze dans la chapelle espagnole de la basilique Santa Maria Novella à Florence, sur laquelle il est représenté aux côtés de l'empereur Charles IV. Cette fresque est, après une représentation de Thomas Becket, le deuxième portrait le plus ancien d'un Anglais par un artiste italien. Édouard est un ami et client du chroniqueur Jean Froissart. Les deux hommes ont voyagé ensemble en Écosse, et Froissart a accordé la main de sa fille à l'un des parents de Despenser. Il commente ainsi le décès de son ami : 

« [...] sire Despensier, qui fut moult plaint et moult regretté de tous ses amis, car ce fut un gentil cœur et vaillant chevalier, large, courtois. Dieu lui fasse bonne mercy ! »